# Anna Hense
Anna Hense (29 de marzo de 2004) es una deportista de Alemania que compite en atletismo. Ganó una medalla de oro en el Campeonato Europeo de Atletismo Sub-20 de 2021, en la prueba de 4 × 400 m.